# Essex (Ontario)
Essex es un pueblo con una población de 19.600 habitantes, ubicado en el condado de Essex en el suroeste de Ontario, Canadá, cuyas fronteras municipales se extienden al lago Erie. Essex es también el nombre de la mayor comunidad dentro del municipio. El actual alcalde es Ron McDermott. También es la sede del condado de Essex.

## Comunidades
El pueblo abarca las comunas de Ambassador Beach, Barretville, Belcreft Beach, Colchester, Edgars, Essex Centre, Gesto, Harrow, Klie's Beach, Leslies Corner, Levergood Beach, Lypps Beach, Marshfield, McGregor, New Canaan, Oxley, Paquette Corners, Seymour Beach y Vereker.

## Historia
El actual pueblo de Essex fue creado el 1 de abril de 1999 hasta la fusión de los antiguos pueblos de Essex y Harrow, junto con los municipios anteriores de Colchester North y Colchester South. Cada comunidad tiene una historia distinta antes de la amalgamación. Colchester South es notable por yacer más al sur que la frontera norte de California.

### Essex
El Talbot Trail se atribuyó en gran medida el haber causado en Essex un crecimiento de manera significativa en la última mitad del siglo XIX. La comunidad alcanzó el estatus de pueblo en 1890.
El 10 de agosto de 1907, en la Estación Central de Míchigan, que es la estación de tren situada en la localidad de Essex, Ontario, hubo una gran explosión que envió ondas de choque a través del condado, e incluso en algunas partes del cercano Míchigan. La explosión ocurrió aproximadamente a las 9:50 a. m. cuando un carro de tren que contenía 5000 libras de nitro-glicerina se encendió causando una explosión masiva en el lugar. Esta explosión tuvo efectos enormes en el área inmediata, así como los alrededores de las afueras del pueblo. La explosión envió escombros hasta más de 600 metros de distancia y mató a dos personas en el proceso, e hirió a muchos más. El resultado podría haber sido mucho más grave ya que un tren de turistas de Brantford en su camino a Detroit estaba programado para llegar en los últimos segundos de la estación antes de la explosión, pero por suerte estaba retrasado, este retraso salvó la vida de muchos viajeros. El auge de la explosión causó que el yeso de los techos de los edificios de Windsor caiga y las ventanas se sacudan en lugares tan lejos como Detroit. La explosión también causó más de 250.000 dólares en daños a la propiedad en el área inmediata que rodea la zona de la explosión. La razón de la explosión fue que estaba goteando un envase de nitroglicerina en uno de los carros del tren en la estación en el momento en que finalmente goteó sobre la pista y cuando una chispa se creó, el carro entero encendido terminó en una explosión gigante. El cráter dejado por la explosión era de 20 metros de ancho y de 10 a 12 pies de profundidad en el centro.